# Dave Wohl
David Bruce Wohl, detto Dave (Queens, 2 novembre 1949), è un ex cestista, allenatore di pallacanestro e dirigente sportivo statunitense, professionista nella NBA.

## Carriera
Venne selezionato dai Philadelphia 76ers al terzo giro del Draft NBA 1971 (46ª scelta assoluta).